# Kombinatorická chemie
Kombinatorická chemie se využívá pro syntézu malých molekul a peptidů a zahrnuje chemické syntetické metody, které umožňují přípravu velkého množství sloučenin (od desítek po miliony) v jediném procesu.
Základním principem kombinatorické chemie je efektivní příprava rozsáhlých knihoven sloučenin a následná identifikace těch, které jsou potenciálně užitečné jako léčiva nebo agrochemikálie.

## Historie
Kořeny kombinatorické chemie sahají do 60. let 20. století, kdy Robert Merrifield, pozdější držitel Nobelovy ceny, začal zkoumat syntézu peptidů v pevné fázi.

## Využití
Kombinatorická chemie měla velký pozitivní dopad na farmaceutický průmysl. Výzkumníci, kteří se snaží optimalizovat aktivitu určité sloučeniny, aby byla vhodná pro farmaceutické využití, standardně vytvářejí „knihovny“ mnoha různých, avšak příbuzných sloučenin a z nich následně vybírají ty nejlepší.

## Split-mix syntéza
Kombinatorická split-mix (split and pool) syntéza vychází ze syntézy v pevné fázi vyvinuté Merrifieldem. Pokud se například syntetizuje kombinatorická peptidová knihovna s použitím 20 aminokyselin (nebo jiných typů stavebních bloků), pevný nosič ve formě kuliček se rozdělí na 20 stejných částí. Následně se na každou část naváže jiná aminokyselina. Třetím krokem je promíchání všech částí. Tyto tři kroky tvoří jeden cyklus. Prodloužení peptidových řetězců lze realizovat jednoduchým opakováním těchto cyklů.
Počet peptidů vytvořených v syntetickém procesu roste exponenciálně s počtem provedených cyklů. Při použití 20 aminokyselin v každém syntetickém cyklu je počet vytvořených peptidů: 400, 8 000, 160 000 a 3 200 000. To znamená, že počet peptidů roste exponenciálně s počtem provedených cyklů.